# 岩凤尾蕨
岩凤尾蕨（学名：Pteris deltodon）为凤尾蕨科凤尾蕨属下的一个种。

## 扩展阅读
- 維基物種上的相關：岩凤尾蕨